# Johann Christoph von Minckwitz
Johann Christoph von Minckwitz († 31. Januar 1795) war ein kursächsischer Generalleutnant und Regimentschef.

## Leben
Johann Christoph war ein Angehöriger des osterländischen Adelsgeschlechtes von Minckwitz.
Er stand 1715 im Rang eines Leutnants bei der 1. Garde zu Fuß, avancierte dann 1727 zum Major, 1730 weiter zum Oberstleutnant der Kadetten-Kompanie sowie 1734 zum Kapitänleutnant. Als Kapitän der Kompanie wurde Minckwitz 1738 genannt und übernahm dann 1741 als Kommandeur die „Graf-Brühl“-Infanterie. 1744 wurde er Generalmajor der Kadetten-Kompanie.
1746 übernahm er dann im Rang eines Generalleutnants das Infanterieregiment „Nicolaus von Pirch“ (Nr. 6), das nach der Kapitulation bei Pirna im Siebenjährigen Krieg unter Generalmajor Christoph Hermann von Manstein als Infanterieregiment S 53 in die Preußische Armee eingegliedert wurde. Das in Sachsen derweil neu aufgestellte Infanterieregiment Nr. 6 wurde Minckwitz 1758 erneut aufgetragen.
Minckwitz nahm auch an den Feldzügen 1715/16, 1717 in Ungarn, 1733, 1741/42 aktiv teil.